# Edgar Aguilera
Edgar Milcíades Aguilera Aranda (Villeta, 1975. július 28. –) paraguayi labdarúgó-középpályás.
A paraguayi válogatott színeiben részt vett az 1998-as labdarúgó-világbajnokságon.